# Mesospinidium horichii
Mesospinidium horichii är en orkidéart som beskrevs av Irene Bock. Mesospinidium horichii ingår i släktet Mesospinidium och familjen orkidéer. Inga underarter finns listade i Catalogue of Life.